# أبو ذر الهروي
أبو ذر عبد بن أحمد بن محمد  بن عبد الله بن غفير الأنصاري الهروي. توفي حوالي عام (355 هـ - 434 هـ). أحد العلماء ومن رواة الحديث عند أهل السنة والجماعة.
من فقهاء المالكية. وراوي صحيح البخاري عن الثلاثة: المستملي،والحموي، والكشميهني. يقال له ابن السماك. أصله من هراة. رحل من الأندلس إلى المشرق ونزل بمكة، فسكنها مدة ثم تزوج في العرب وأقام بالسروان وكان يحج في كل عام ويقيم بمكة أيام الموسم ثم يرجع إلى أهله وكان ثقة ضابطا دينا فاضلاً.
قال الذهبي: «أخذ الكلام ورأي أبي الحسن عن القاضي أبي بكر بن الطيب، وبث ذلك بمكة، وحمله عنه المغاربة إلى المغرب، والأندلس، وقبل ذلك كانت علماء المغرب لا يدخلون في الكلام، بل يتقنون الفقه أو الحديث أو العربية، ولا يخوضون في المعقولات، وعلى ذلك كان الأصيلي، وأبو الوليد بن الفرضي، وأبو عمر الطلمنكي، ومكي القيسي، وأبو عمرو الداني، وأبو عمر بن عبد البر، والعلماء.» وقال: «كان ببغداد يناظر عن السنة وطريقة الحديث بالجدل والبرهان، وبالحضرة رؤوس المعتزلة والرافضة والقدرية وألوان البدع، ولهم دولة وظهور بالدولة البويهية، وكان يرد على الكرامية، وينصر الحنابلة عليهم، وبينه وبين أهل الحديث عامر، وإن كانوا قد يختلفون في مسائل دقيقة، فلهذا عامله الدارقطني بالاحترام.»

## شيوخه وتلاميذه
- شيوخه ومن روى عنهم:[6]

سمع بهراة أبا الفضل بن خميرويه، وبشر بن محمد المزني، وجماعة. ورحل فسمع أبا محمد بن حمويه، وزاهر بن أحمد بسرخس، وأبا إسحاق إبراهيم بن أحمد المستملي ببلخ، وأبا الهيثم محمد بن مكي بكشميهن، وأبا بكر هلال بن محمد، وشيبان بن محمد الضبعي بالبصرة، والدارقطني، وأبا الفضل الزهري، وأبا عمر بن حيويه، وطائفة ببغداد، وعبد الوهاب الكلابي، وجماعة بدمشق، وطائفة بمصر وبمكة.
- تلاميذه ومن روى عنه:[6]

روى عنه: ابنه عيسى، وعلي بن محمد بن أبي الهول، وموسى بن علي الصقلي، وعبد الله بن الحسن التنيسي، وعلي بن بكار الصوري، وأحمد بن محمد القزويني، وعلي بن عبد الغالب البغدادي، وشيخ الإسلام أبو إسماعيل، وأبو عمران الفاسي الفقيه موسى بن عيسى، وأبو الطاهر إسماعيل بن سعيد النحوي، وأبو الوليد سليمان بن خلف الباجي، وعبد الله بن سعيد الشنتجالي، وعبد الحق بن هارون السهمي، وأبو بكر أحمد بن علي الطريثيثي، وأبو شاكر أحمد بن علي العثماني، وأبو الحسين محمد بن المهتدي بالله، وخلق سواهم، وروى عنه بالإجازة أبو بكر الخطيب، وأبو عمرو الداني، وأبو عمر بن عبد البر، وأحمد بن عبد القادر بن يوسف، وأبو عبد الله أحمد بن محمد الخولاني الإشبيلي.

## مؤلفاته
- المستخرج على الإلزامات.
- مسخرج على الصحيحين.
- كتاب في السنّة والصفات.
- كتاب الجامع.
- كتاب الدعاء.
- كتاب فضائل القرآن.
- كتاب دلائل النبوة.
- كتاب شهادة الزور.
- كتاب فضائل مالك.
- كتاب فضائل العيدين.